# بوابة الريح (قصيدة)
بوابة الريح قصيدة تعد من أشهر قصائد الشاعر السعودي محمد الثبيتي، تضمنها ديوانه (بوابة الريح) الصادر عام 2009. وغناها الفنان محمد عبده عام 2020 في بث مباشر على منصة إنستغرام، ثم غناها في عدد من حفلاته.

## غناء القصيدة
غنى الفنان محمد عبده قصيدة (بوابة الريح) خلال استضافته في البث المباشر لوزير الثقافة السعودي بدر بن عبد الله بن فرحان على منصة إنستجرام، ضمن مبادرته "ضيف بدر"، وأكد ورثة الشاعر في بيان "أنهم فوجئوا بغناء أبو نورة قصيدة والدهم الشهيرة، لتفرض تساؤلات حول مصير حقوق الملكية الفكرية إذا ما اكتملت التجربة، وخرجت القصيدة بصورتها النهائية على شكل أغنية متكاملة دون العودة إلى ورثة الشاعر الراحل".

## كلمات القصيدة
مضى شراعي بما لا تشتهي ريحي
و فاتني الفجر إذ طالت تراويحي
أبحرتُ تهوي إلى الأعماق قافيتي
ويرتقي في حبال الريح تسبيحي
مزمَّلٌ في ثياب النور منتبَذٌ
تلقاءَ مكة أتلو آيةَ الروحِ
والليل يعجب مني ثم يسألني
بوابةُ الريح ! ما بوابة الريحِ ؟
فقلتُ والسائل الليلي يرقبني
والودّ ما بيننا قبضٌ من الريح
إليكَ عني فشِعري وحي فاتنتي
فهي التي تبتلي وهي التي توحي
وهي التي أطلقتني في الكرى حُلماً
حتى عبرتُ لها حلم المصابيحِ
فحين نام الدجى جاءت لتمسيتي
وحين قام الضحى جاءت لتصبيحي
ما جردت مقلتاها غير سيف دمي
وما على ثغرها إلا تباريحي
وما تيممت شمساً غير صادقةٍ
ولا طرقتُ سماءً غير مفتوحِ
قصائدي أينما ينتابني قلقي
ومنزلي حيثما أُلقي مفاتيحي
فأيّ قوليّ أحلى عند سيدتي
ما قلتُ للنخل، أم ما قلت للشيحِ؟ 

## روابط خارجية
الله يا منتخبنا الفنان طلال سلامهمحمد الثبيتي - قصيدة: بوابة الريح
محمد عبده - بوابة الريح - فرنسا 2022